# John Brown (Politiker, 1772)
John Brown (* 12. August 1772 bei Lewistown, Mifflin County, Province of Pennsylvania; † 12. Oktober 1845 im Buncombe County, North Carolina) war ein US-amerikanischer Politiker. Zwischen 1821 und 1825 vertrat er den Bundesstaat Pennsylvania im US-Repräsentantenhaus.

## Werdegang
John Brown besuchte die öffentlichen Schulen seiner Heimat. Später war er im Getreide und Sägemühlengeschäft tätig. Politisch wurde er Mitglied der Demokratisch-Republikanischen Partei. Zwischen 1809 und 1813 saß er als Abgeordneter im Repräsentantenhaus von Pennsylvania. In den 1820er Jahren schloss er sich der Bewegung um den späteren US-Präsidenten Andrew Jackson an.
Bei den Kongresswahlen des Jahres 1820 wurde Brown im neunten Wahlbezirk von Pennsylvania in das US-Repräsentantenhaus in Washington, D.C. gewählt, wo er am 4. März 1821 die Nachfolge von William Plunkett Maclay antrat. Nach einer Wiederwahl konnte er bis zum 3. März 1825 zwei Legislaturperioden im Kongress absolvieren. Seit 1823 vertrat er dort als Nachfolger von Thomas Patterson den zwölften Distrikt seines Staates.
Im Jahr 1827 zog John Brown in das Buncombe County in North Carolina, wo er sich in der Landwirtschaft und im Immobiliengeschäft betätigte. Dort ist er am 12. Oktober 1845 auch verstorben.